# Экспедиция на дирижабле «Италия»

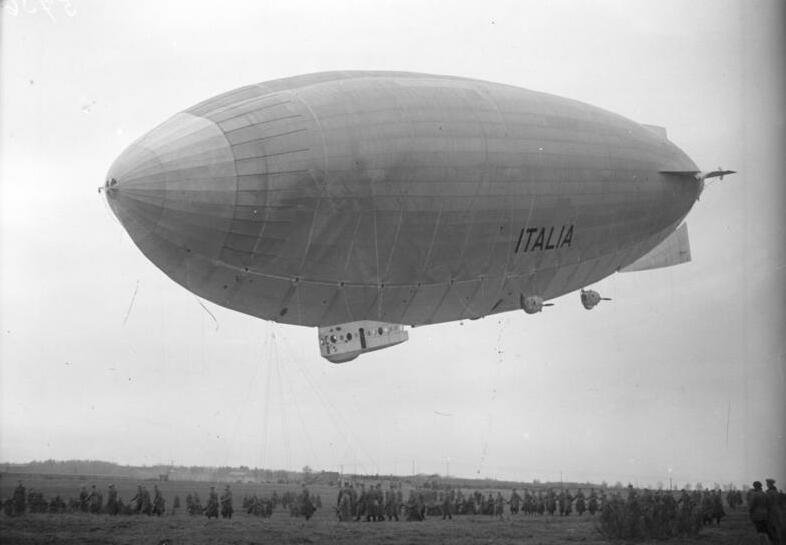
Дирижабль «Италия»

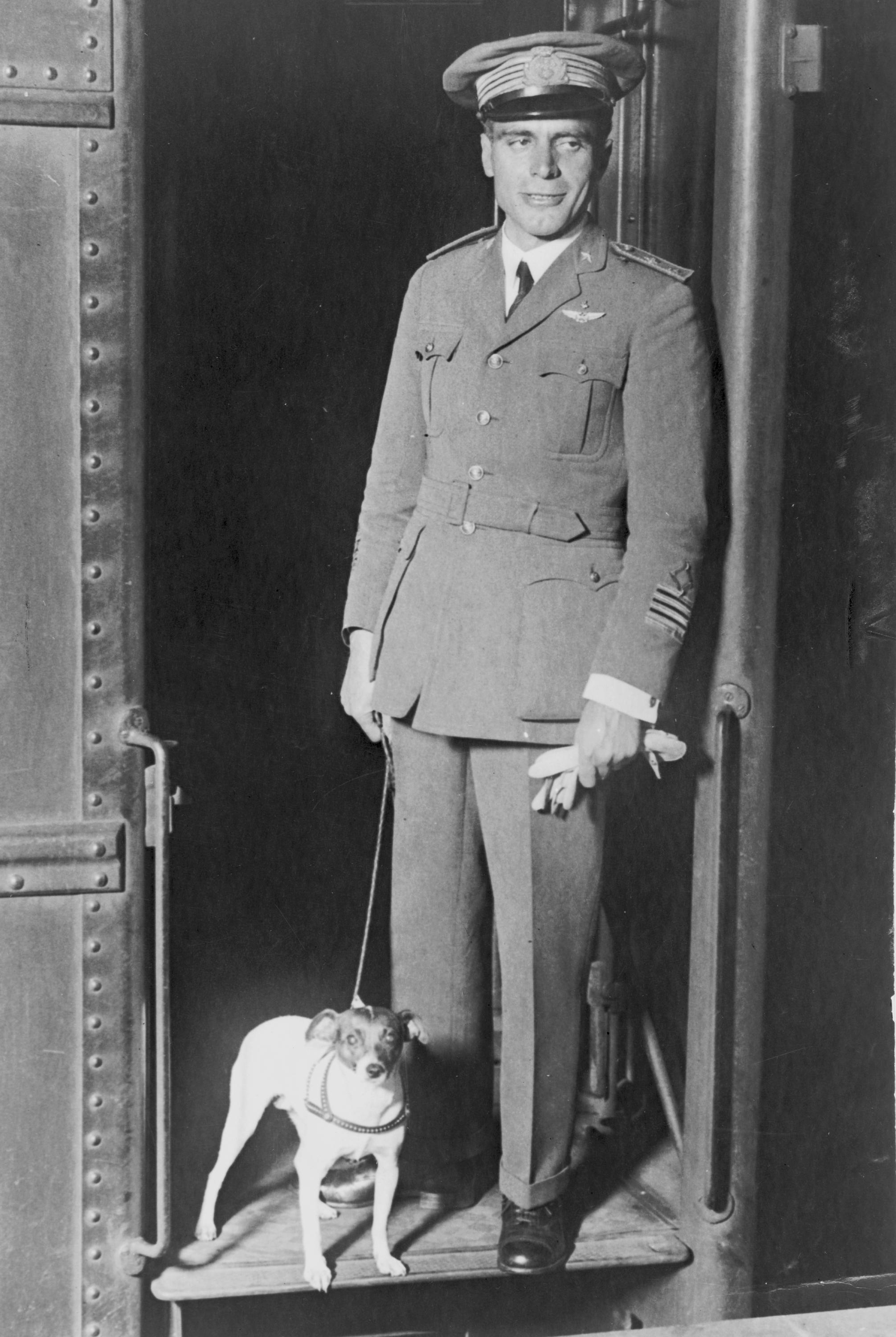
Умберто Нобиле и его собака Титина

Арктическая экспедиция на дирижабле «Италия» (итал. Italia) состоялась в 1928 году под руководством итальянского исследователя Умберто Нобиле. Дирижабль с экипажем из 16 человек вылетел из Ню-Олесунна на Шпицбергене 23 мая, пролетел над Северным полюсом, но на обратном пути потерпел катастрофу. Часть экипажа погибла, оставшиеся около месяца провели на льду в лагере, который получил известность под названием «красная палатка». Для спасения выживших в разных странах было организовано несколько экспедиций. Последних членов экспедиции Нобиле 12 июля забрал советский ледокол «Красин». Всего из 16 членов экспедиции выжили 8.

## Планирование

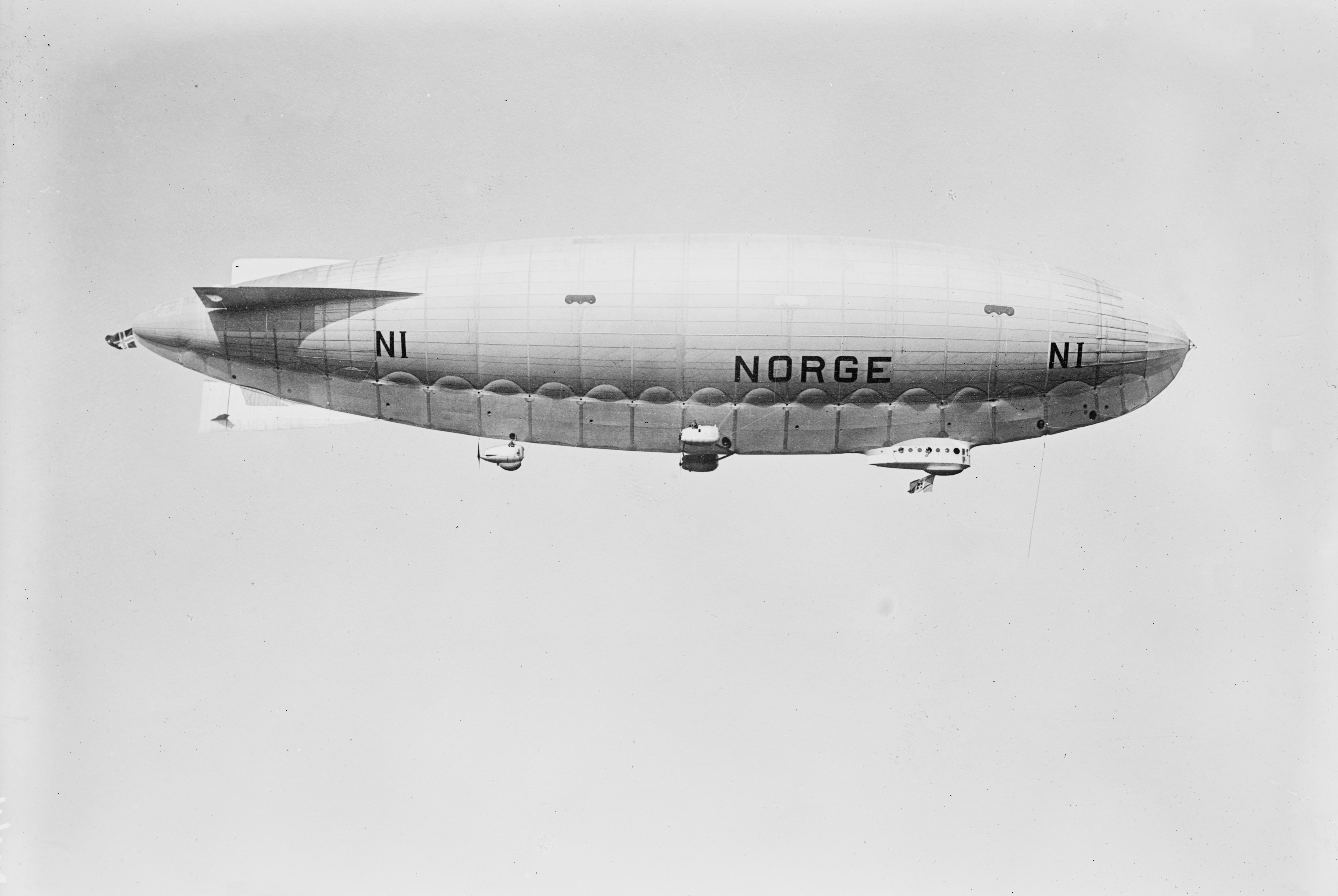
Дирижабль «Норвегия»

В 1926 году Умберто Нобиле участвовал в успешной экспедиции Руаля Амундсена на дирижабле «Норвегия» к Северному полюсу. Нобиле был конструктором дирижабля и его командиром, поэтому наряду с Амундсеном он заслуженно считался одним из героев всей экспедиции. После возвращения в Италию он был окружён почестями, Муссолини произвёл Нобиле в чин генерала. В то же время почти сразу Амундсен и Нобиле начали обмениваться взаимными обвинениями, приписывая основные достижения каждый себе и выставляя оппонента в невыгодном свете.
После окончания экспедиции на «Норвегии» Нобиле начал вынашивать планы нового полёта на Северный полюс на дирижабле. Для этого было решено использовать строившийся дирижабль N-4, той же конструкции, что и «Норвегия», и почти аналогичный по техническим характеристикам. В планы входили исследование Земли Франца-Иосифа, Северной Земли, области к северу от Гренландии и Канадского Арктического архипелага, окончательное решение вопроса о существовании гипотетической Земли Крокера, которую в 1906 году якобы наблюдал Роберт Пири, а также наблюдения в области атмосферного электричества, океанографии и земного магнетизма. Нобиле одно время обсуждал возможность организации совместной экспедиции с норвежским полярным исследователем Яльмаром Рисером-Ларсеном, но из-за нарастающей вражды Нобиле и Амундсена Рисер-Ларсен, поддерживавший Амундсена, отказался от участия.
Муссолини согласился поддержать проект после того, как основные расходы взяли на себя Королевское географическое общество Италии и город Милан, жителем которого был Нобиле. Была проведена тщательная подготовка, экспедиция была очень хорошо снаряжена и экипирована самым современным оборудованием, часть из которого была специально разработана в Риме и Милане для «Италии». Нобиле лично встречался с Нансеном и обсуждал с ним специфику арктических путешествий. Всего в команду дирижабля вошло 18 человек: Нобиле (руководитель экспедиции), метеоролог Финн Мальмгрен (Швеция), радиолог Франтишек Бегоунек (Чехословакия), физик Альдо Понтремолли, 12 членов экипажа и два журналиста: корреспондент Il Popolo d'Italia Уго Лаго и корреспондент Corriere della Sera Франческо Томазелли. Семеро из них в 1926 году входили в экипаж «Норвегии». Нобиле взял с собой свою собаку, фокстерьера Титину, которая сопровождала его во всех поездках, включая экспедицию на «Норвегии».

## Дирижабль «Италия»
Строительство «Италии» проходило на заводе воздухоплавательных конструкций в Риме, который Нобиле возглавлял с 1919 года. «Италия» стала четвёртым дирижаблем серии N, построенным по проекту Нобиле. Номер N-1 носила «Норвегия», дирижабль N-2 был построен в 1925 году и использовался для обучения военных, дирижабль N-3 Италия продала Японии по заказу японского военно-морского флота. Как и все дирижабли серии, «Италия» принадлежала к классу полужёстких дирижаблей. «Италия» была чуть меньше и легче «Норвегии» и развивала меньшую скорость, но могла принять больше топлива. В остальном конструкции обоих дирижаблей были очень схожи.
Килевая ферма состояла из стальных шпангоутов треугольной формы, соединённых стальными же продольными стрингерами. Спереди к килевой ферме было прикреплено носовое усиление, представлявшее собой стальные трубчатые фермы, скреплённые поперечными кольцами, сзади — кормовое развитие. Также к килевой ферме были подвешены гондолы: в одной располагались рубка управления и пассажирские помещения, в трёх мотогондолах двигатели Maybach IV L мощностью 184 кВт каждый.
Для оболочки «Италии» был использован трёхслойный прорезиненный перкаль, а изнутри оболочка была разделена на газовместилище и баллонет. В свою очередь газовместилище состояло из десяти отсеков, а баллонет — из восьми. Как и большинство дирижаблей того времени, «Италия» была наполнена пожароопасным водородом.

## Экипаж
| Имя                 | Должность       | Статус                                                                   |
| Умберто Нобиле      | Руководитель    | Выжил, ранен                                                             |
| Финн Мальмгрен      | Метеоролог      | Ранен при катастрофе, погиб при попытке самостоятельно добраться до базы |
| Франтишек Бегоунек  | Физик           | Выжил                                                                    |
| Альдо Понтремоли    | Физик           | Пропал без вести                                                         |
| Уго Лаго            | Журналист       | Пропал без вести                                                         |
| Франческо Томазелли | Журналист       | Не участвовал в последнем вылете                                         |
| Адальберто Мариано  | Штурман         | Выжил, при попытке самостоятельно добраться до базы отморозил ногу       |
| Филиппо Цаппи       | Штурман         | Выжил                                                                    |
| Альфредо Вильери    | Штурман         | Выжил                                                                    |
| Натале Чечоне       | Механик         | Выжил, ранен                                                             |
| Джузеппе Бьяджи     | Радист          | Выжил                                                                    |
| Этторе Педретти     | Радист          | Находился на «Читта ди Милано»                                           |
| Феличе Трояни       | Инженер         | Выжил                                                                    |
| Калисто Чокка       | Механик         | Пропал без вести                                                         |
| Аттилио Каратти     | Механик         | Пропал без вести                                                         |
| Винченцо Помелла    | Механик         | Погиб при падении дирижабля, похоронен на льдине                         |
| Этторе Ардуино      | Старший механик | Пропал без вести                                                         |
| Ренато Алессандрини | Механик         | Пропал без вести                                                         |
| Титина              | Собака Нобиле   | Выжила                                                                   |

## Экспедиция
19 марта 1928 года из города Специя вышел пароход «Читта ди Милано» (итал. Citta di Milano, Город Милан), задачей которого было обеспечивать радиосвязь с «Италией». Пунктом назначения судна была бухта Конгсфьорд (Кингсбей) рядом с поселением Ню-Олесунн на Шпицбергене, которая часто использовалась как база для полярных экспедиций. Она же должна была быть базой для «Италии».

Умберто Нобиле и Финн Мальмгрен на борту дирижабля «Италия» над Баренцевым морем, 5 мая 1928 года

31 марта, за несколько дней до отлёта из Италии, экипаж дирижабля получил аудиенцию папы римского Пия XI, который передал Нобиле большой деревянный крест, освящённый им лично, чтобы установить его на полюсе. 15 апреля дирижабль вылетел из Милана. Как во время перелёта, так и в дальнейшем «Италию» сопровождали очень плохие метеорологические условия; Нобиле получил соответствующую информацию от советских метеорологов, когда дирижабль уже покинул Италию, и поэтому переносить сроки было уже поздно. Из-за шторма дирижабль был сильно потрёпан, поэтому 16 апреля Нобиле совершил промежуточную остановку в Штольпе в Германии. После 10 дней ремонтных работ дирижабль был снова готов к полёту, но из-за задержки парохода «Читта ди Милано» он вылетел только 3 мая. Когда «Италия» пролетала над Стокгольмом, её подвели к дому Мальмгрена, чтобы сбросить письмо для его матери. Ещё один шторм обрушился на дирижабль во время ночёвки в Финляндии, но тем не менее 8 мая он прибыл в Конгсфьорд.
Во время вылетов на дирижабле находилось шестнадцать человек: радист Педретти оставался на «Читта ди Милано», а двое журналистов сопровождали дирижабль по очереди. Первый полёт к северо-востоку от Земли Франца-Иосифа был сорван из-за непогоды (дирижабль был вынужден вернуться через семь часов). Второй вылет продолжался шестьдесят девять часов и был гораздо удачнее, но достичь запада Северной Земли, как планировалось, не вышло. В третий раз «Италия» вылетела ранним утром 23 мая в направлении Северного полюса, которого дирижабль достиг примерно в полночь. С дирижабля были сброшены крест и флаг Италии, после чего «Италия» повернула обратно.
Обратный путь проходил в условиях сильного встречного ветра и сильного обледенения. Ветер мешал движению к Конгсфьорду, поэтому Нобиле предлагал двигаться в сторону Канады, но Мальмгрен был уверен, что ветер вскоре изменится. В результате было принято решение сохранить курс на Конгсфьорд. Дирижабль должен был двигаться строго по меридиану, но из-за сильного юго-западного ветра он отклонился от курса, о чём экипаж не знал. Нобиле был вынужден запустить третий мотор; это ненамного увеличило скорость дирижабля, одновременно сильно увеличив расход бензина. В третьем часу ночи 25 мая заклинило руль высоты, дирижабль получил дифферент на нос и начал опасно снижаться. Чтобы избежать падения, остановили все двигатели и стравили часть газа из кормового отсека. Поломку удалось устранить, и полёт продолжился то на трёх, то на двух двигателях с манёврами по высоте. Утром 25 мая экипажу удалось наладить радиосвязь с «Читта ди Милано» и приблизительно определить местонахождение «Италии». Последний сеанс радиосвязи состоялся в 10:27.

## Катастрофа
25 мая примерно в 10:30 утра дирижабль, летевший на высоте 200—300 м, резко отяжелел и начал снижаться со скоростью приблизительно полметра в секунду и с дифферентом на корму около 8 градусов. Для получения дополнительной динамической подъёмной силы увеличили обороты двух работавших двигателей и запустили третий, но скорость снижения даже возросла. Воздухоплаватели попытались сбросить балласт, но сделать это не удалось. Когда столкновение со льдом стало неизбежным, заглушили все три двигателя, чтобы свести к минимуму риск водородного пожара и уменьшить скорость полёта. Приблизительно в 10:33 дирижабль ударился о лёд кормовой моторной гондолой, а затем, когда мотогондола оторвалась и корма дирижабля взмыла вверх, — гондолой управления. Около 50 м её тащило по снегу, пока не оторвало от воздушного корабля. Неуправляемый дирижабль, в котором находились шесть человек (Алессандрини, Понтремолли, Ардуино, Чокка, Каратти и Лаго — так называемая «группа Алессандрини») и бо́льшая часть снаряжения, продовольствия и оборудования, поднялся вверх, ветром его унесло на восток. Остальные члены экипажа остались на льду. При катастрофе погиб находившийся в кормовой мотогондоле моторист Помелла, у Нобиле было рассечено лицо, сломаны голень и запястье, у механика Чечони сломана нога, у Мальмгрена — левая рука. Минут через двадцать на востоке показался небольшой столб дыма. Впоследствии Нобиле высказывал предположение, что дым мог быть вызван воспламенившимся от удара о лёд бензином, сброшенным в канистрах в качестве балласта с летящего дирижабля. По другой версии, «Италия» опустилась на лёд, и группа Алессандрини таким способом подавала сигналы. Возможность того, что струя дыма происходила, как позднее заявлял Цаппи, от пожара на дирижабле, считали гораздо менее вероятной: дым от горения значительного количества бензина, остававшегося на борту, и нескольких тысяч квадратных метров прорезиненной оболочки воздушного корабля был бы значительно сильнее, а световой эффект от вспыхнувших 15—16 тыс. м3 водорода вряд ли бы остался незамеченным с расстояния 8—10 км (скорость ветра составляла около 25 км/ч). Шестерых человек, унесённых на «Италии», так никогда и не нашли.
Основной причиной катастрофы считаются неблагоприятные погодные условия. «Италия» двигалась в условиях тумана и сильного встречного ветра, к моменту катастрофы оболочка дирижабля сильно обледенела. Нобиле в качестве одной из версий называл утечку водорода через разрыв в оболочке.

## Спасательные экспедиции

### Обнаружение места катастрофы
Штурман Мариано определил координаты места катастрофы как 81°14′ с. ш. 25°25′ в. д. При крушении «Италии» на лёд выпало несколько мешков со снаряжением и жестяных контейнеров с едой. Большой удачей было то, что в числе прочего имущества выпал особый мешок со средствами навигации и связи, который был заранее подготовлен для исследовательской высадки на лёд. У группы были четырёхместная палатка, спальный мешок, большой запас еды (в том числе 71 кг пеммикана и 41 кг шоколада), пистолет с патронами, секстант, три хронометра и резервная коротковолновая радиостанция. Зелёную палатку для лучшей заметности выкрасили в красный цвет; на это ушло содержимое шаров с красной краской, которые использовались на дирижабле для определения высоты полёта. Радисту Бьяджи удалось привести радиостанцию в рабочее состояние. Резервный одноламповый передатчик «Италии» мощностью около 40 Вт работал в диапазоне от 5,5 до 10 МГц (длина волны от 55 до 30 м). Из подручных материалов соорудили невысокую вертикальную антенну. Этот передатчик Бьяджи взял на борт по собственной инициативе, на всякий случай. Уцелел также трёхламповый регенеративный приёмник «Burndept Mark IV» английского производства; в нём были разбиты лампы, но, к счастью, нашёлся запасной комплект. Попытки выйти на связь с «Читта ди Милано» 27 и 28 мая закончилась ничем. Как утверждал Нобиле, радисты «Читта ди Милано», вместо того, чтобы пытаться поймать сигнал передатчика экспедиции, занимались отправкой личных телеграмм. В то же самое время «Читта ди Милано» выходил в море в поисках лагеря Нобиле, но без каких-либо данных о месте его нахождения не имел серьёзных шансов на успех. 29 мая радист «Читта ди Милано» услышал сигнал Бьяджи, но он принял его за позывной станции в Могадишо и не стал ничего предпринимать.
29 мая Мальмгрен застрелил белого медведя, мясо которого было пущено в пищу.
30 мая Мальмгрен и штурманы Цаппи и Мариано втроём вышли из лагеря, чтобы добраться до Конгсфьорда пешком. По мнению Бегоунека, инициатором этого рискованного предприятия был Цаппи. Нобиле был против разделения на две группы, но в итоге позволил Мальмгрену, Мариано и Цаппи покинуть лагерь. Обсуждалась возможность того, что к ним присоединится штурман Вильери и/или Бьяджи с радиостанцией, но в итоге их кандидатуры были отклонены. Цаппи, Мариано и Мальмгрен взяли с собой большой запас пеммикана и шоколада.
В конце мая — начале июня в Италии, Швеции и Норвегии были снаряжены несколько поисковых экспедиций, в том числе с участием двух норвежских китобойных судов «Хобби» и «Браганца», зафрахтованных итальянским правительством. Норвежское правительство было готово организовать полномасштабную спасательную экспедицию с участием Амундсена и Рисер-Ларсена, но итальянское правительство тогда отказалось от помощи.
3 июня советский радиолюбитель Николай Шмидт, 21-летний житель деревни Вознесенье-Вохма (Северо-Двинской губернии), поймал сигнал радиостанции Бьяджи на самодельный приёмник — одноламповый регенератор. Приёмник не был даже законченной конструкцией, а представлял собой разложенный на столе макет из деталей, соединённых проводами. По данным Самойловича, Бьяджи отправил «sos Italia general Nobile Isole Foyn», Шмидт принял «Italie Nobile Fran Uosof Sos Sos Sos Sos Tirri teno EhH». В тот же день Шмидт отправил телеграмму в Общество друзей радио в Москве. При Осоавиахиме был создан Комитет помощи «Италии», который возглавил заместитель наркома по военным и морским делам СССР Иосиф Уншлихт. 4 июня информация была передана итальянскому правительству, 7 июня сообщение об этом было опубликовано в газетах. 8 июня позывные Бьяджи были приняты на «Читта ди Милано», и Бьяджи смог (после доказательства, что это он — сообщил номер удостоверения личности) передать уточнённые координаты лагеря: 80°30' с. ш. и 28°4' в. д. Изменение координат было связано с дрейфом льдины после аварии. С этого момента связь с внешним миром поддерживалась постоянно.
В СССР было подготовлено два ледокола, которые должны были дойти до лагеря и принять на борт всех находившихся там. 12 июня из Архангельска в сторону Шпицбергена направился ледокол «Малыгин». Его капитаном был исследователь Владимир Визе. 16 июня из Ленинграда вышел ледокол «Красин» под командованием капитана Карла Эгги и знаменитого полярного исследователя Рудольфа Самойловича, с одним самолётом «Юнкерс» ЮГ-1 на борту (экипаж самолёта: пилот Борис Чухновский, второй пилот Георгий Страубе, летнаб Анатолий Алексеев, бортмеханики Александр Шелагин и Владимир Федотов). «Красин», до того более года простаивавший у причала, готовился к выходу и грузился в величайшей спешке, в расчёте на окончание ремонтов на ходу и пополнение запасов (в частности, нужного ему дефицитного в СССР высокосортного британского угля) в иностранных портах. Для перевозки самолёта на ледоколе был спешно сооружён дощатый помост. Предполагалось, что самолёт будет выгружаться по частям на лёд по временным деревянным мосткам, приводиться в рабочее состояние и взлетать с подготовленных экипажем ледокола ледовых полос. Сами спасатели разместились на ледоколе в большой тесноте, так как жилые помещения «Красина» не были рассчитаны на перевозку большого числа людей сверх штатной команды.
20 июня «Малыгин» оказался зажат льдами в Баренцевом море и выбыл из операции.

### Неудачные попытки

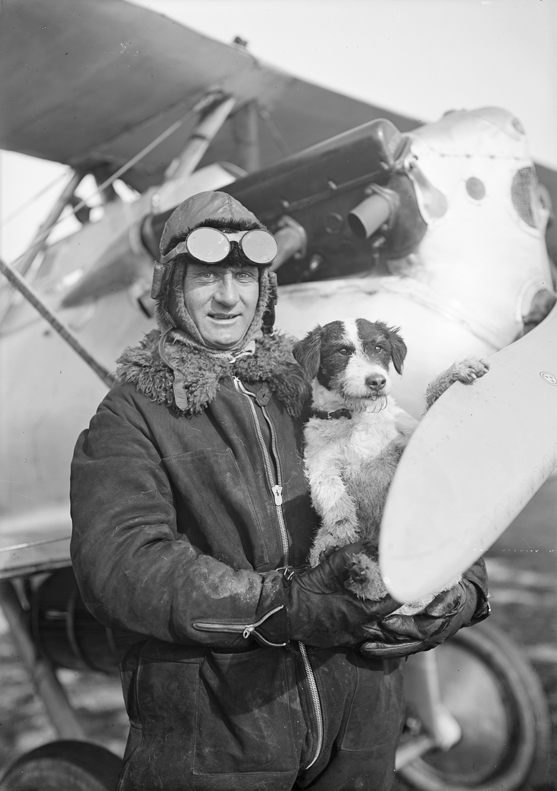
Эйнар Лундборг

Ледокол «Красин»

17 июня над лагерем пролетели два самолёта, которые размещались на «Браганце». Из-за плохой видимости лётчики не заметили палатку и костёр, хотя обитатели лагеря видели самолёты. На следующий день они повторили попытку, но снова не нашли лагерь.
Руаль Амундсен, который после полёта на «Норвегии» находился в конфликте с Нобиле, с первых дней после сообщения о катастрофе изыскивал средства на организацию экспедиции. Наконец 14 июня министр французского морского флота предоставил в его распоряжение гидросамолёт «Латам-47» (Latham) с экипажем из пяти человек — служащих французского флота. 18 июня он вылетел из Тромсё на Шпицберген, но к месту назначения не прибыл. Последний раз Амундсен вышел на связь через два часа сорок пять минут после вылета, точное время и место гибели Амундсена неизвестны. 31 августа в море был найден поплавок от его самолёта, 7 октября был найден пустой бензобак.
20 июня гидросамолёт Savoia-Marchetti S.55 под управлением майора Умберто Маддалены доставил на льдину продовольствие и медикаменты. Через два дня прилетели уже два самолёта с грузами. 23 июня шведский лётчик лейтенант Эйнар Лундборг на одномоторном биплане «Фоккер» C.V вывез со льдины Нобиле вместе с Титиной на шведскую авиабазу, а на следующий день Нобиле был доставлен на «Читта ди Милано». Предполагалось, что Нобиле, как руководитель экспедиции, сможет координировать усилия по спасению остальных, в том числе отколовшейся группы из трёх человек. Затем Лундборг рассчитывал в течение двух дней эвакуировать весь лагерь. Но при второй посадке на льдину самолёт Лундборга потерпел аварию, перевернулся и стал непригоден для полётов; Лундборг сам присоединился к обитателям красной палатки. 6 июля его эвакуировали шведские лётчики, которые больше не пытались вывезти кого-либо из лагеря. В отсутствие Нобиле руководителем лагеря был назначен Вильери; сначала такое решение принял Нобиле, затем его телеграммой подтвердил чиновник из министерства военно-морского флота Италии.

### Завершение экспедиции

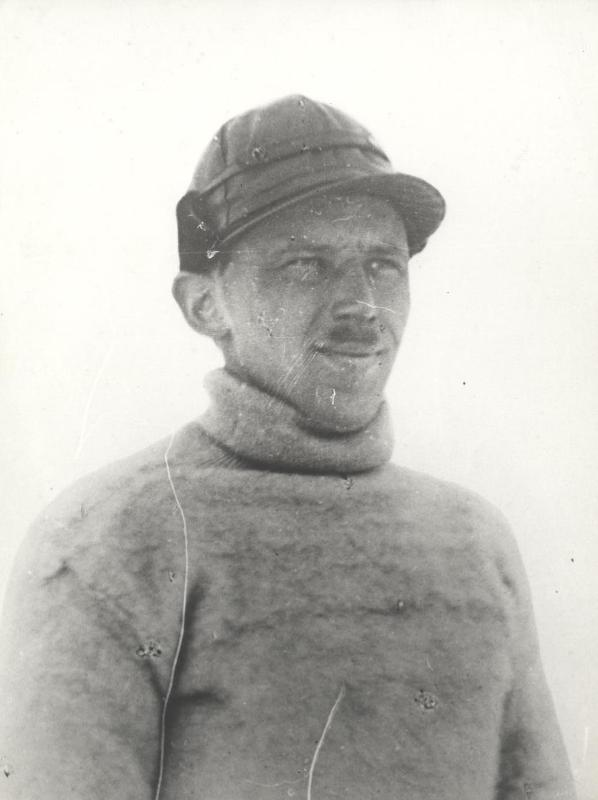
Борис Чухновский

21 июня «Красин» прибыл в Берген, провёл там два дня, после чего отправился в сторону Шпицбергена. 10 июля экипаж Чухновского вылетел для проведения ледовой разведки и поиска лагеря итальянцев, но не обнаружил его. Однако на обратном пути случайно была замечена группа Мальмгрена. При этом члены экипажа по-разному определили количество людей, находившихся внизу: от одного до пяти. В радиограмме, отправленной на «Красин»,  Чухновский сообщил, что видел трёх человек, один из которых лежал на льду. Из-за тумана Чухновский не смог найти ледокол и совершил вынужденную посадку на лёд в районе мыса Вреде. Сели удачно, но в самый последний момент перед остановкой самолёт наскочил на невысокий торос, сломал шасси и повредил два винта. Чухновский радировал на «Красин», что отказывается от помощи, пока не будут спасены итальянцы. Экипаж имел с собой некоторый запас продовольствия (сахар, галеты, масло, консервы, шоколад, кофе и сушёные грибы), которого едва хватило бы на две недели, но им удалось подстрелить двух оленей на берегу. Они забыли взять с собой соль, посуду и ложки, поэтому обходились консервными банками и морской водой. Спали в кабине по очереди. На помощь Чухновскому продвигалась «Браганца», но она не смогла бы принять на борт самолёт. Ледокол «Красин» снял лётчиков и самолёт со льдины 16 июля, уже после того, как на борт были приняты аэронавты.
12 июля 1928 года «Красин» добрался до места, указанного Чухновским, и забрал на борт Мариано и Цаппи. По словам выживших итальянцев, примерно за месяц до того, как их обнаружили, Мальмгрен не смог идти от истощения и попросил, чтобы те оставили его умирать и шли дальше. Таким образом, Чухновский не мог видеть Мальмгрена 11 июля. Предположительно, он принял за человека лохмотья, из которых были сложены слова «Help, food. Mariano, Zappi» (с англ. — «Помогите, еда. Мариано, Цаппи»). При этом, по сообщению Самойловича и судовых медиков, на Цаппи были тёплые вещи Мальмгрена и ещё комплект или два одежды и обуви, надетые один поверх другого. Всего на Цаппи было надето: на ногах — тёплое бельё, суконные брюки, меховые брюки и поверх брезентовые брюки; на ступнях — две пары шерстяных чулок и две пары кожаных мокасин из тюленьей кожи; на теле — тёплое бельё, вязаная шерстяная рубашка, меховая рубашка и брезентовая рубашка с капюшоном (куртка), на голове — меховая шапка. Сам Цаппи был бодр, он находился в приличном для полуторамесячного похода по льду физическом состоянии. Судовой врач и фельдшер, занимавшиеся спасёнными, совершенно неожиданно обнаружили, что Цаппи имел плотно наполненный кишечник. Напротив, Мариано был полураздет. На нём было тёплое бельё, одни суконные брюки, вязаная рубашка, меховая рубашка (куртка), на ногах у него были только одни шерстяные чулки, не было ни шапки, ни обуви. Мариано был истощён, обессилен и обморожен, одна из его ног была в очень плохом состоянии и требовала ампутации. Он лежал на обрывке одеяла и, по мнению судового врача, мог умереть, не приди помощь ещё 10—12 часов. Такое состояние спасённых вызвало в экипаже ледокола антипатию к Цаппи, так как складывалось устойчивое впечатление, что Цаппи обирал своего слабеющего напарника. Сам Цаппи держался надменно, требовал от членов экипажа ледокола обращения к себе, как к офицеру, и особых условий на борту. Это тоже не добавляло к нему симпатий со стороны спасших его моряков. Сильно пострадавший Мариано, напротив, был полон самой искренней признательности. После нескольких дней колебаний врачи всё-таки ампутировали Мариано ногу. Эти наблюдения за Цаппи стали причиной появления скандальных домыслов, не имеющих под собой никаких фактических оснований, о каннибализме Цаппи. Якобы его хорошее физическое состояние, особенно по сравнению с Мариано, объяснялось тем, что он питался мясом с тела Мальмгрена.
Забрав Цаппи и Мариано, «Красин» двинулся в сторону лагеря группы Вильери. Связь с ней поддерживалась через «Читта ди Милано». В 20:45 (по донесениям Самойловича — в 22-м часу)  того же дня ледокол взял на борт пятерых человек, остававшихся на льдине: Вильери, Бегоунека, Трояни, Чечони и Бьяджи, и остатки их скромного имущества. Спасённым была оказана медицинская помощь, их снабдили подходящей одеждой. Нобиле настаивал на поисках дирижабля с шестью членами экспедиции, остававшимися в оболочке. Однако Самойлович сказал, что не имеет возможности вести поиски из-за нехватки угля и отсутствия самолётов, а капитан «Читта ди Милано» Романья сослался на приказ из Рима немедленно вернуться в Италию. Все выжившие участники экспедиции пересели на «Читта ди Милано». 25 июля судно прибыло в норвежский порт Нарвик, откуда итальянцы отправились на родину.

### Поиски группы Алессандрини

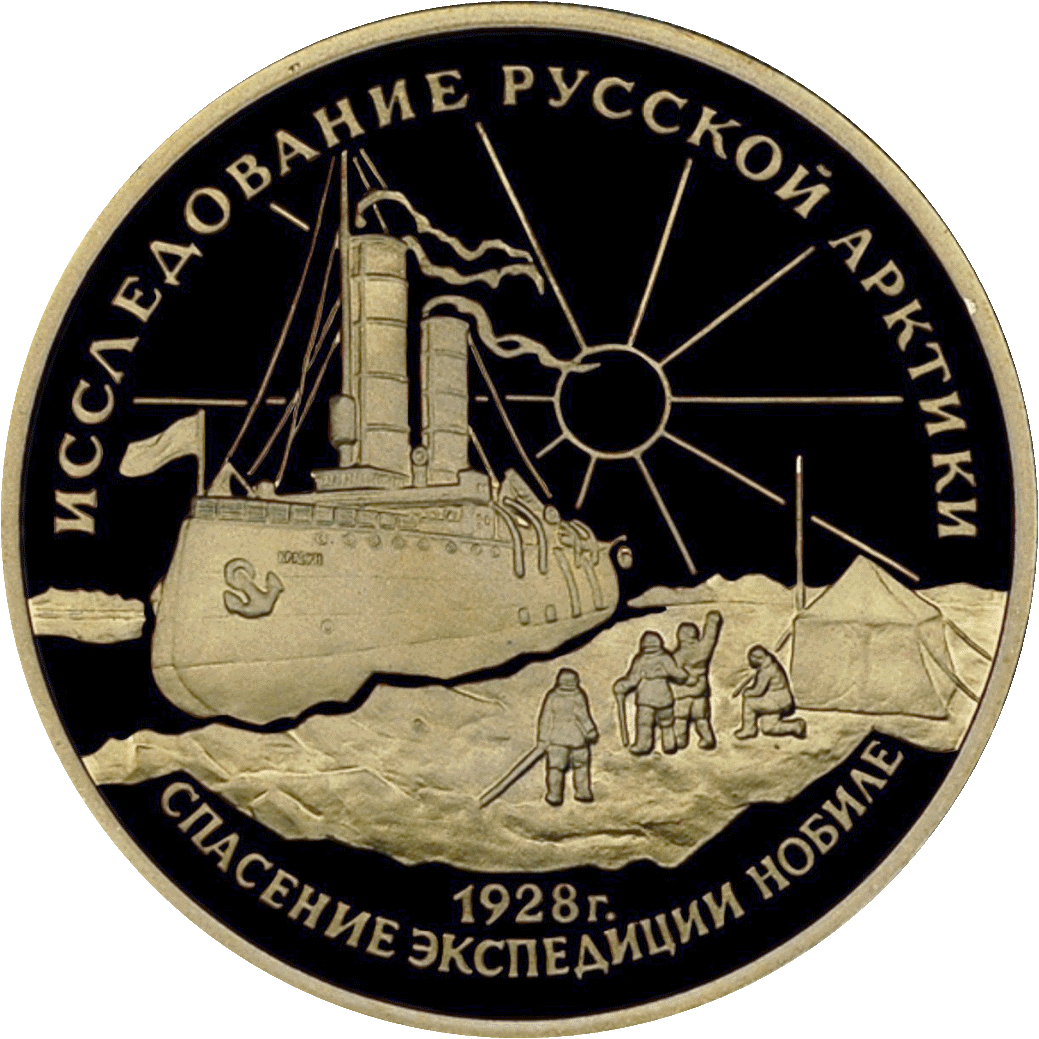
100-рублёвая монета Банка России из серии «Исследование Русской Арктики»

По просьбе родственников Понтремолли в августе на «Браганце» была организована экспедиция под руководством Данни Альбертини, которая не принесла никаких результатов. 3 сентября «Браганца» вернулась в Конгсфьорд. Тогда же поход в поисках дирижабля совершил «Красин». 17 сентября 1928 года «Красин» достиг 81° с. ш. 19°37′ в. д. 20 сентября он достиг Земли Георга (остров на западе архипелага Земля Франца-Иосифа), также никого не обнаружив за время плавания. 22 сентября был получен приказ возвращаться, 4 октября «Красину» была организована торжественная встреча в Ленинграде.
29 сентября разбился один из двух итальянских самолётов, участвовавших в операции по спасению Нобиле, а затем вместе с «Браганцей» исследовавших район в поисках группы Алессандрини. Поиски были прекращены в середине сентября, 27 сентября самолёт с экипажем из пяти человек вылетел из Бергена. Недалеко от города Валенца самолёт врезался в линию электропередач и упал в реку, пилот Пьер Луиджи Пенцо и ещё два человека погибли.
Моника Кристенсен утверждает в своей книге «Амундсен. Точка невозврата» (норв. Amundsens siste reise, 2017), что в 1935-1936 году студенческая экспедиция из Оксфорда обнаружила вблизи побережья Шпицбергена остатки ледового лагеря, причем оборудован он был в стиле, характерном для норвежских полярников. Студенты привезли из этого лагеря несколько предметов, в том числе некие документы на итальянском языке и фрагменты ткани, похожей на материал мягкой оболочки дирижаблей. Сведения об этих находках тогда почему-то не публиковались. Существует предположение, что студенты нашли последний лагерь Амундсена, и что экипаж «Латама-47»[прояснить] перед своей гибелью все-таки побывал на месте падения оболочки «Италии» и группы Алессандрини.

## Последствия и оценка экспедиции
После возвращения в Италию Нобиле был восторженно встречен двухсоттысячной толпой горожан. В публичных выступлениях Нобиле оценивал экспедицию как шаг вперёд в дирижаблестроении: «Если бы я вернулся в Арктику ещё раз, я бы использовал дирижабль, идентичный „Италии“. Полёты на „Италии“ стали рекордными для Арктики. В трёх полётах мы преодолели более 5500 миль (свыше 8851 км) за 134 часа чистого времени. Это более чем в два раза превышает общее время полёта „Норвегии“ и более чем в три раза расстояние, преодолённое капитаном Джорджем Уилкинсом».
Одновременно Нобиле подвергся резкой критике со стороны руководства страны во главе с Муссолини и проправительственной прессы. Особенное внимание уделялось тому, что Нобиле якобы «трусливо бросил» свою экспедицию на произвол судьбы (имелась в виду его эвакуация), и «неясностям» в судьбе Мальмгрена. В целом обвинительный тон был взят и американской, и советской прессой. Владимир Маяковский написал стихотворение «Крест и шампанское», в котором Нобиле был назван «фашистским генералишкой», который «предал товарищей». Крайне враждебна по отношению к Нобиле была норвежская пресса: отношение к Нобиле в Норвегии было плохим ещё со времён его конфликта с Амундсеном, а после того, как Амундсен, национальный герой, погиб, пытаясь спасти своего оппонента, пресса почти не стеснялась в выражениях.
В марте 1929 года государственная комиссия признала Нобиле основным виновником катастрофы. Сразу после этого Нобиле подал в отставку из итальянских ВВС, а в 1931 году он уехал в Советский Союз, чтобы возглавить программу по строительству дирижаблей.
В 1969 году Нобиле открыл памятник в норвежском городе Тромсё, посвящённый всем погибшим в ходе экспедиции «Италии». На нём высечены фамилии восьми членов экипажа дирижабля, шести членов экипажа «Латама» и трёх итальянских лётчиков.

## «Италия» в культуре
Уже в октябре 1928 года «Совкино» был выпущен документальный фильм о спасательной операции экипажа «Италии», созданный на основе материала, снятого находившимся на ледоколе «Красин» кинооператором Блувштейном.
В журнале «Тридцать дней» (№№ 10 и 11 за 1928 год) были опубликованы очерки И. Ильфа и Е. Петрова «Римляне XX века» и «Римские пророки» (впоследствии напечатанные как единое произведение под названием «Гослото». В нём его авторы в ироническом духе отзывались об экспедиции.
История дирижабля «Италия» легла в основу совместного советско-итальянского фильма «Красная палатка» (1969 год), снятого Михаилом Калатозовым. Главные роли в нём исполнили Питер Финч (Нобиле), Шон Коннери (Амундсен), Юрий Визбор (Франтишек Бегоунек), Эдуард Марцевич (Мальмгрен), Никита Михалков (Чухновский) и Клаудия Кардинале (Валерия, единственный вымышленный персонаж). До премьеры фильма дожили четверо из непосредственных участников экспедиции и сопутствующих событий: Нобиле, Вильери, Бегоунек и Чухновский. Известно, что Нобиле посетил премьеру фильма в Риме.
Герой романа «Ужасы льдов и мрака» (1984 год) австрийского писателя Кристофа Рансмайра, который отправляется в арктическую экспедицию в район Шпицбергена, неоднократно вспоминает «Италию». Мать героя девочкой лично видела дирижабль, и Нобиле навсегда остался для неё кумиром. Потом она много рассказывала про него сыну[значимость факта?].

## Память
- В 1995 году Банком России в серии памятных монет «Исследование Русской Арктики» выпущена монета «Спасение экспедиции У. Нобиле» номиналом 100 руб.